# Guanfacina

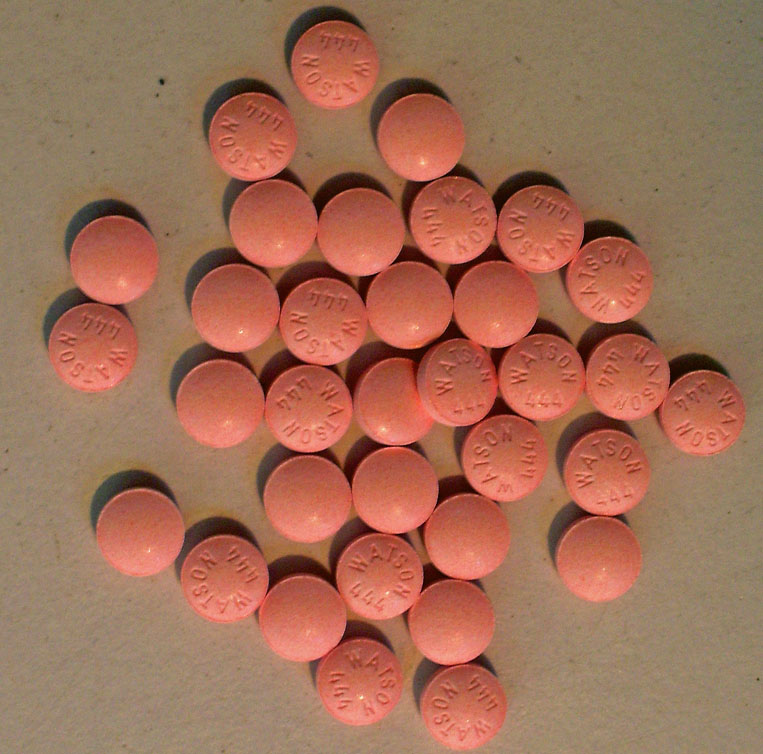
Comprimidos de Guanfacina

Guanfacina é um fármaco simpatolítico usado no tratamento de hipertensão arterial e perturbação de hiperatividade com défice de atenção.